# Mosen (Lucerne)
Pour les articles homonymes, voir Mosen.
Mosen est une localité et une ancienne commune suisse du canton de Lucerne, située dans l'arrondissement électoral de Hochdorf. 
Comme Gelfingen, Hämikon, Müswangen, Retschwil et Sulz, elle a fusionné avec la commune de Hitzkirch le 1er janvier 2009.

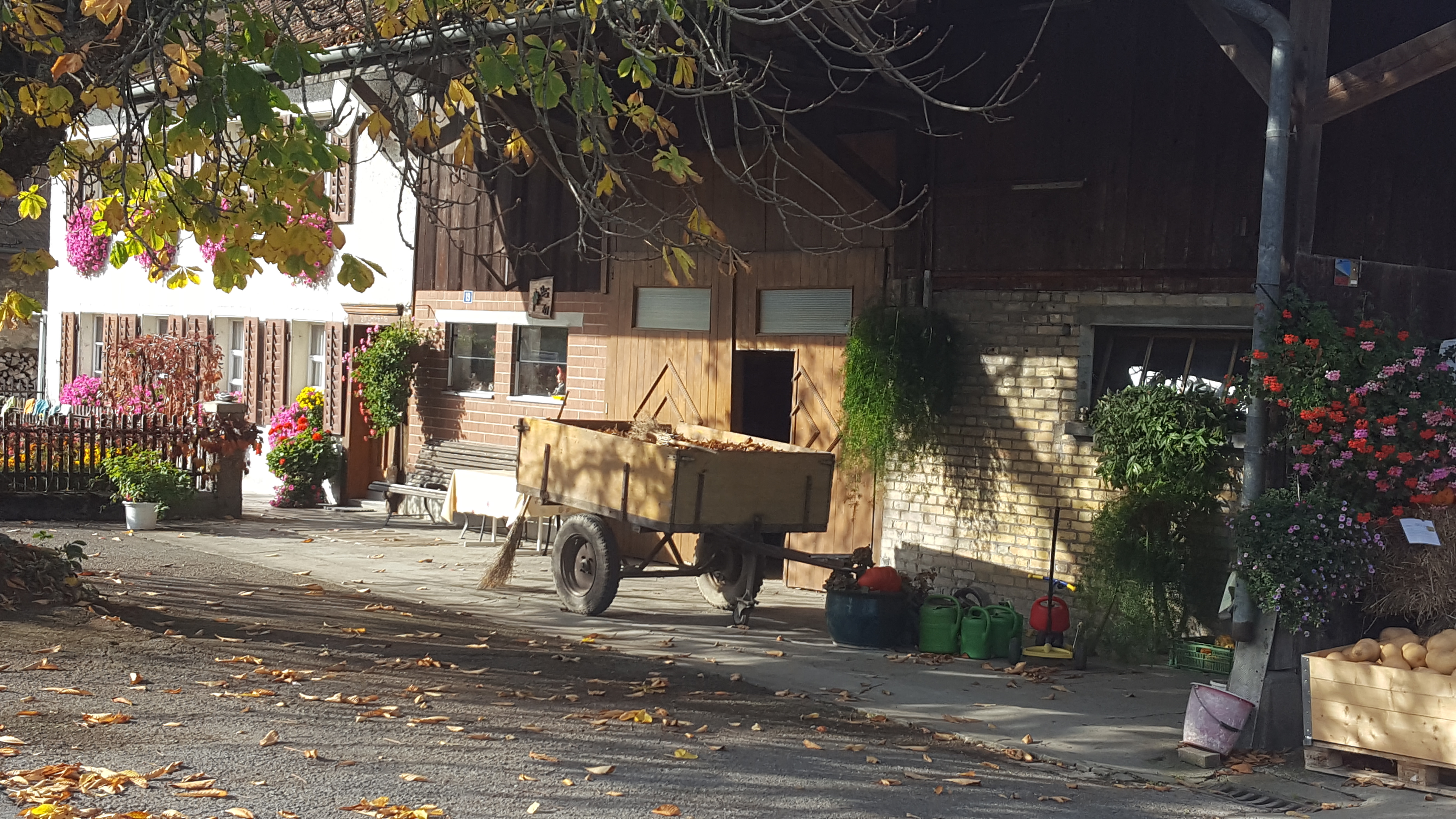

Vue aérienne de 2000 m par Walter Mittelholzer (1927)